# Eduard Marquina i Angulo
Eduard Marquina i Angulo   (Barcelona, 21 de gener de 1879 - Nova York, 21 de novembre de 1946) fou un escriptor català.

## Biografia
Inicià la seva activitat literària com a col·laborador de les revistes Pèl & Ploma i Joventut. El 1902 es traslladà a Madrid on començà a escriure obres de teatre de tema històric en un estil que recrea el teatre romàntic de Zorrilla, com En Flandes se ha puesto el sol o Las hijas del Cid. També fou autor de lletres per a sarsueles. Als Quatre Gats, d'on era assidu contertulià, feu lectures d'algunes de les seves obres.
Eduard Marquina es va casar amb Mercedes Pichot, germana del pintor Ramon Pichot i la mezzosoprano María Gay, amb qui va tenir un fill, el director, guionista i productor de cinema Lluís Marquina i Pichot.

## Autor dramàtic
Va estrenar les obres següents:
- El Rey Trovador, (1912).
- Cuando florecen los rosales, (1913) en prosa.
- Por los pecados del Rey, (1913).
- El retablo de Agrellano, (1913).
- La Hiedra, tragèdia en prosa (1914).
- Las flores de Aragón, (1915).
- El Gran Vapitán, (1916).
- El último dia, drama en un acte.
- Una mujer, drama en tres actes i en prosa.
- La extraña, drama entres actes, en prosa (1921).
- Alondra, drama en tres actes, en prosa.
- Ebora, tragèdia en tres actes, en vers.
- Don Luis Mejia, drama en tres actes i un epíleg, en vers, amb col·laboració amb A. Fernández Catá.
- La vida es mia, drama, (1928).
- La dueña del mundo, comèdia dramatica.
- El camino de la felicidad, comèdia poètica entres actes i envers en col·laboarió amb Gregorio Martínez Sierra (1929).
- Salvadora, drama rural en tes actes, en vers.
- Sin horca ni cuchillo, drama basat en l'època medieval.
- El monje blanco subtitulada per l'autor com a <retaules de llegenda primitiva> i que li reportà un gran triomf l'any 1930.
- Fuente escondida, (1931).

El teatre històric de Marquina va restar jutjat amb molt d'encert per Gómez Baquero en la seva obra La España Moderna.
A més de les obres citades, va publicar les següents:
- Empòrium, òpera, amb música d'Enric Morera (1906).
- El abanico duende, comèdia musical amb col·laboració amb Amadeu Vives.
- La morisca, òpera amb música de Pahissa (1919).
- El Delfin, sarsuela en col·laboració amb Salmerón.
- Alimaña, comèdia en quatre actes, en prosa.
- Don Diego de Noche, comèdia en tres actes, en prosa.
- La princesa juega, comèdia poètica en dos actes, en prosa.
- La morisca, comèdia (1918).
- El pavo real, comèdia poètica en tres actes, en vers.
- Rosa de Francia, joc de comedies en quatre actes, en vers, amb col·laboració amb Luis Fernández Ardavin
- Una noche en Venècia, comèdia poètica en tres actes, en vers.
- El pobrecito carpintero, conte de poble en quatre actes, en vers, que li'n valgué el premi Piquer de l'Academia Espanyola.
- El Gavilán de la espada,
- Cantiga de Sarrana.
- El antifaz.
- La Caramba.
- La Monja Teodora, (aquestes quatre últimes totes elles peces dramàtiques col·leccionades en un volum publicat el 1914 amb el títol de Tapíces viejos).

## Novel·la
- Almas anónimas.
- Las dos vidas.
- La caravana.
- Beso de oro (1917).
- Almas de mujer.
- El beso en la herida.
- Maternidad, Barcelona (1917).
- Agua en cisterna.
- El destino cruel.
- Adán y Eva en el dancing, (1926), etc.

## Traduccions
Va traduir entre d'altres les obres completes de Guerra Junqueiro.
- La Ciudad y las Sierras, de Eça de Queiros.
- Les flors del mal, de Baudelaire.
- Saliendo de la esclavitud, del cèlebre escriptor de raça negra Booker T. Washington.
- La reina joven, d'Àngel Guimerà.
- La enemiga, comèdia traduïda de Dario Nicodemi (Madrid, 1917).
- La gesta de Roldán, magnífica traducció en vers de la Chanson de Roland, poema èpic francès.

## Fons
El Centre de Documentació i Museu de les Arts Escèniques conserva 200 obres manuscrites i impreses d'Eduard Marquina i Angulo. Aquestes es poden trobar a l'Escena digital i biblioteques del MAE.